# Kōtoku-in
Kōtoku-in (高徳院?) o Taiizan Kotokuin Shojosenji (大異山高徳院清浄泉寺) è un tempio buddista della corrente Jōdo-shū (浄土宗 la scuola della Terra pura), situato nella città giapponese di Kamakura, nella prefettura di Kanagawa.
Il tempio è famoso per il Grande Buddha (大仏?, Daibutsu), una statua monumentale in bronzo di Amida Buddha, una delle più famose icone del Giappone.

## Il Grande Buddha
Il Grande Buddha di Kamakura è la statua monumentale in bronzo di Amida Buddha conservata nel tempio di Kōtoku-in a Kamakura, nella prefettura di Kanagawa. La statua raggiunge i 13,35 metri di altezza e pesa circa 93 tonnellate; l'interno della statua può essere visitato per soli 50 Yen a persona. Il Grande Buddha è il secondo Buddha monumentale giapponese per dimensioni, dopo il Tōdai-ji di Nara.
Si crede che la statua sia stata realizzata nel 1252 (periodo Kamakura); i registri del tempio riportano infatti notizia della costruzione di una statua in bronzo in quel periodo, su un'idea del sacerdote Joko, che raccolse delle donazioni per la sua realizzazione.  In precedenza vi era un gigantesco Buddha in legno, che fu completato nel 1243 dopo dieci anni di lavoro continuo e i cui fondi per la realizzazione furono raccolti da Lady Inada (Inada-no-Tsubone) e dal sacerdote buddista Jōkō di Tōtōmi. Quella statua di legno fu danneggiata da una tempesta nel 1248 e la sala che la conteneva fu distrutta, quindi Jōkō suggerì di realizzare un'altra statua di bronzo. Lo scultore fu probabilmente One-Goroemon o Tanji-Hisatomo due eminenti artisti del tempo. A quel tempo la statua era dorata e tracce di foglia d'oro sono ancora presenti vicino alle orecchie della statua. La statua originariamente non si trovava all'aperto, ma il tempio in legno che la custodiva fu distrutto da uno tsunami a seguito del terremoto di Nankai del 1498 (periodo Muromachi), e da allora è sempre rimasta all'aperto.  Il grande terremoto del Kanto del 1923 distrusse la base su cui si trovava la statua che fu riparata nel 1925.  Tra il 1960 e il 1961 furono effettuate delle operazioni di restauro e il collo della statua fu rinforzato per proteggerlo dalle scosse sismiche.
Nei versi che precedono il primo capitolo del romanzo Kim di Rudyard Kipling (1901), la statua viene citata. I versi sono stati ripresi dall'omonimo poema che l'autore scrisse dopo aver visitato Kamakura nel 1892. 

### Dati tecnici
- Peso: 93 t[1]
- Altezza: 13,35 m[1]
- Lunghezza del viso: 2.35 m
- Lunghezza dell'occhio 1.0 m
- Lunghezza della bocca: 0.82 m
- Lunghezza dell'orecchio: 1.90 m
- Distanza da ginocchio a ginocchio: 9.10 m
- Circonferenza del pollice: 0.85 m

## Galleria d'immagini

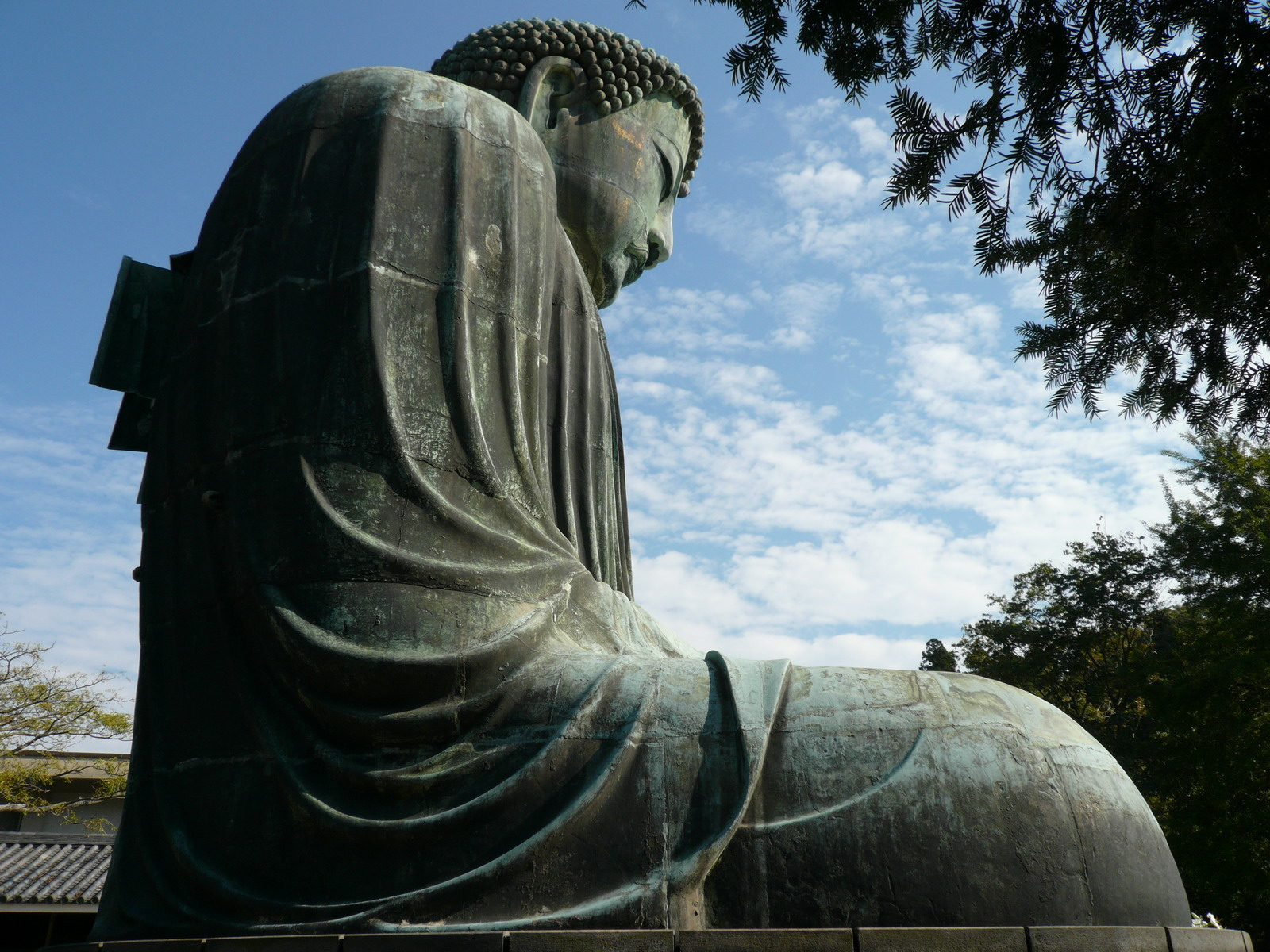
The Great Buddha, Kamakura
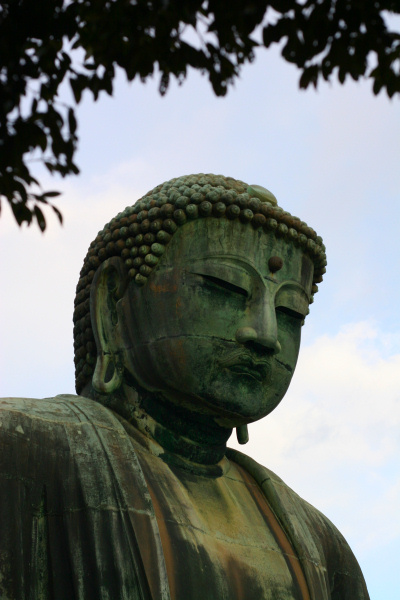
Dettaglio del viso del Daibutsu
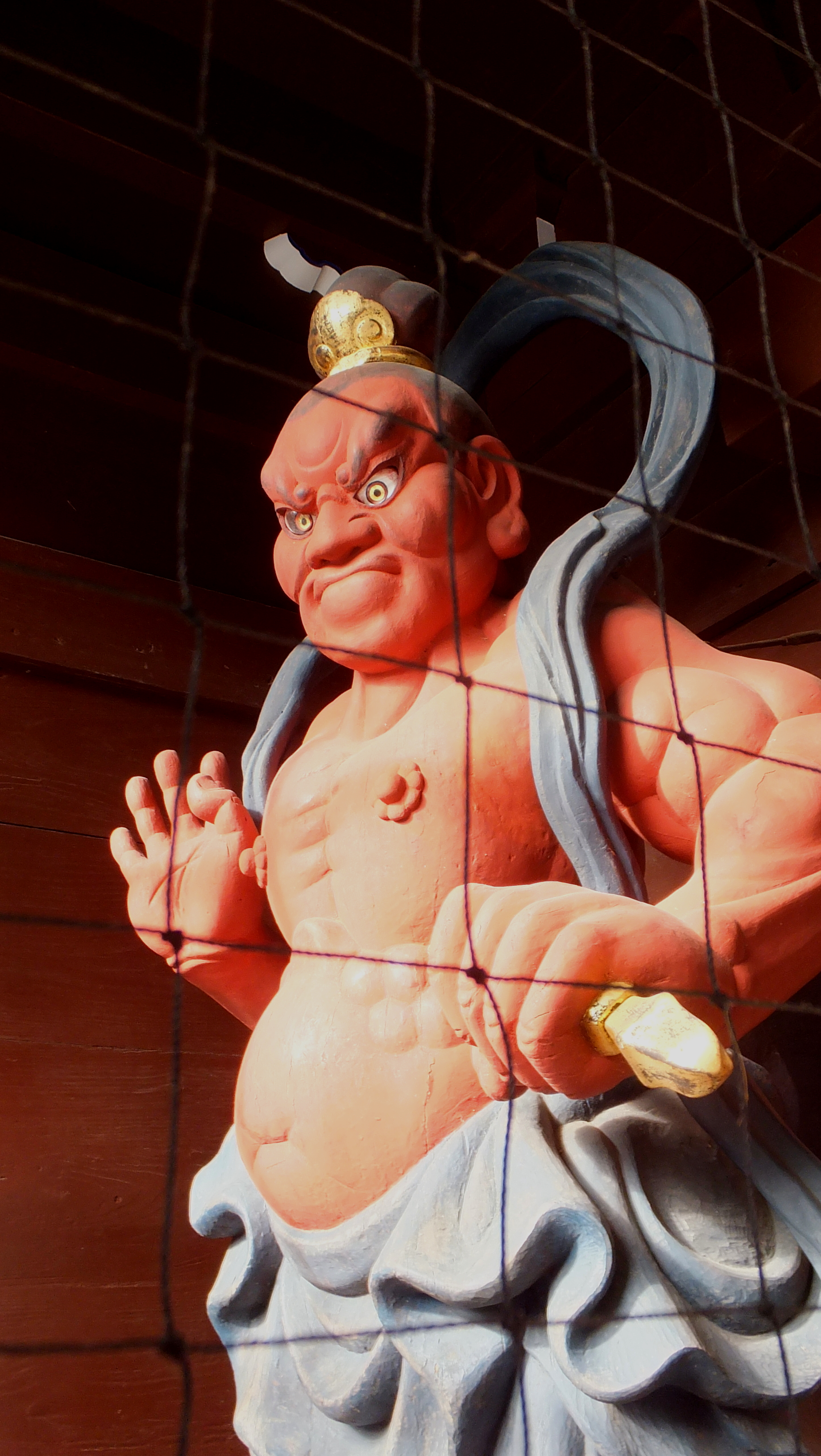
Uno dei due Nio (buddismo) all'interno dell'arcata interna

## Nei Media
Appare nel manga/anime "Dr.Stone", come uno dei pochi elementi rimasti della civiltà umana.